# کارلستاین آندر تایا
کارلستاین آندر تایا (به آلمانی: Karlstein an der Thaya) یک منطقهٔ مسکونی در اتریش است که در ناحیه وایدهوفن آن در تایا واقع شده‌است. کارلستاین آندر تایا ۴۸٫۸۶ کیلومتر مربع مساحت دارد ۴۴۲ متر بالاتر از سطح دریا واقع شده‌است.